# Colloniinae
Colloniinae is een onderfamilie van weekdieren uit de klasse van de Gastropoda (slakken).

## Geslachten
- Anadema H. Adams & A. Adams, 1854
- Argalista Iredale, 1915
- Bothropoma Thiele, 1924
- Cantrainea Jeffreys, 1883
- Collonia Gray, 1850
- Collonista Iredale, 1918
- Emiliotia Faber, 2006
- Homalopoma Carpenter, 1864
- Leptocollonia Powell, 1951
- Leptothyra sensu Pease, 1869
- Vertesella Szabó, 2012 †
- Yaronia Mienis, 2011